# Christian Kahrs
Christian Kahrs (* 1961) ist ein deutscher evangelischer Religionspädagoge und Hochschullehrer. 

## Leben
Christian Kahrs begann 1980 in Göttingen ein Gymnasiallehramtsstudium in den  Fächern Evangelische Religion und Sozialkunde. 1994 promovierte er zum Thema Theorie evangelischer Erziehung in der Moderne an der Universität Bayreuth. Zwei Jahre später erfolgte der Wechsel zum Theologisch-Pädagogischen Institut Moritzburg, wo Christian Kahrs Studienleiter für Gymnasien und Vikare wurde. Im Jahre 2000 folgte dann die Berufung zum Professor für Religionspädagogik an der Evangelischen Hochschule Moritzburg (ehm). Im Jahr 2008 habilitierte er sich an der Universität Paderborn zum Thema Öffentliche Bildung privater Religion. 
An der Evangelischen Hochschule Moritzburg wurde Kahrs 2012 Rektor. Im Zuge der Zusammenlegung der ehm mit der Evangelischen Hochschule Dresden (ehs) verlor er den Rektorenposten, verblieb aber Campusleiter und Studiengangsleiter im Studiengang Evangelische Religions- und Gemeindepädagogik.

## Schriften (Auswahl)
- Evangelische Erziehung in der Moderne – Eine historische Untersuchung ihrer erziehungstheoretischen Systematik. Deutscher Studien-Verlag, Weinheim 1995.
- Öffentliche Bildung privater Religion. Plädoyer für einen „Fachbereich Religion“ – obligatorisch für alle (= Religionspädagogik in pluraler Gesellschaft 13). Herder, Freiburg 2009.